# University of Windsor
University of Windsor – kanadyjska uczelnia w mieście Windsor w prowincji Ontario. 
Zalążkiem instytucji był, założony w 1857, katolicki Assumption College, w latach 1919–1953 działający jako filia Uniwersytetu Zachodniego Ontario, a następnie jako samodzielny Assumption University (obecnie będący jej częścią). Od 1963 funkcjonuje jako uniwersytet publiczny, pod obecną nazwą.